# یواس‌اس ریفرش (ای‌ام-۲۸۷)
یواس‌اس ریفرش (ای‌ام-۲۸۷) (به انگلیسی: USS Refresh (AM-287)) یک کشتی بود که طول آن ۱۸۴ فوت ۶ اینچ (۵۶٫۲۴ متر) بود. این کشتی در سال ۱۹۴۴ ساخته شد.